# Sismo de Alepo de 1138
O sismo de Alepo foi um sismo ocorrido no dia 11 de outubro de 1138 na Síria. Com 230 000 mortos estimados, é considerado um dos sismos mais mortais da história.
Nesta época Alepo era uma das mais importantes cidades da região, atrás apenas de Constantinopla e do Cairo, e com o sismo de 1138, sofreu um grande abalo econômico, principalmente por causa da sequência de novos terremotos que ocorreram entre junho de 1139 até maio de 1159 e que dificultaram o trabalho da sua recuperação.
Estimativas de estudiosos contemporâneos revelam que o primeiro terremoto chegou a magnitude de 8,5 graus na Escala Richter.